# タハール・ラヒム
タハール・ラヒム（Tahar Rahim, 1981年7月4日 - ）は、フランスの俳優。

## 生い立ち
アルジェリア・オランからの移民の両親の下に生まれる。青年期から映画に熱中し、モンペリエ第3大学で映画を学ぶ。

## キャリア
在学中の2005年、友人のシリル・メネガンが監督したドキュドラマ『Tahar l'étudiant』に主演。2007年、アブドゥル・ラウーフ・ダフリが脚本を書いたCanal+のミニシリーズ『La commune』に出演。この撮影中にジャック・オディアールと知り合い、厳しいテストの末、ダフリが脚本に参加したオディアールの映画『預言者』の主役を得た。2009年に第62回カンヌ国際映画祭で初上映された同作でラヒムは第35回セザール賞主演男優賞と有望若手男優賞を受賞した。
2011年にはケヴィン・マクドナルドが監督した『第九軍団のワシ』で初めて外国の映画に出演し、ゲール語での演技を披露したほか、ロウ・イエの『パリ、ただよう花』、ジャン＝ジャック・アノーの『Black Gold』に出演した。2013年にはアスガル・ファルハーディーの『ある過去の行方』、ジュリアン・ルクレールの『Gibraltar』、レベッカ・ズロトヴスキの『The Informant』の公開が控える。
2010年に映画『預言者』で共演した同じアルジェリア系の女優レイラ・ベクティと結婚、3人の子供がいる。

## フィルモグラフィ

### 映画
- THE 911 The 9/11 Commission Report (2006)
- 屋敷女 À l'intérieur (2007)
- 預言者 Un prophète (2009) - マリク 役
- 第九軍団のワシ The Eagle (2011)
- 自由人 Les hommes libres (2011) ※TV5MONDEで字幕付放映
- パリ、ただよう花 Love and Bruises (2011)
- Black Gold (2011／ジャン＝ジャック・アノー)
- 理性をなくすほど À perdre la raison (2012) ※TV5MONDEで字幕付放映
- ある過去の行方 Le passé (2013)
- グランド・セントラル Grand Central (2013) ※WOWOW放映後、DVD発売
- ジブラルタルの罠 Gibraltar (2013) ※WOWOW放映
- 消えた声が、その名を呼ぶ The Cut (2014)
- サンバ Samba (2014)
- アナーキスト 愛と革命の時代 Les Anarchistes (2015) - ジャン 役 [8]
- ダゲレオタイプの女 La Femme de la plaque argentique (2016) - ジャン 役[9]
- あさがくるまえに Réparer les vivants (2017)
- マグダラのマリア Mary Magdalene (2018) - イスカリオテのユダ 役
- ニューヨーク 親切なロシア料理店 The Kindness of Strangers (2019) - マーク 役
- モーリタニアン 黒塗りの記録 The Mauritanian (2021) - モハメドゥ・ウルド・スラヒ 役
- ナポレオン Napoleon (2023) - ポール・バラス 役
- マダム・ウェブ Madam Web (2024) - エゼキエル・シムズ 役
- Smiling Hacker (2024)

### テレビ
- The Last Panthers (2015)
- 倒壊する巨塔－アルカイダと「9.11」への道 The Looming Tower (2018) - アリ・スーファン 役 ※Huluリミテッドシリーズ、日本ではAmazonビデオで配信
- ジ・エディ The Eddy (2020) - ファリド 役
- ザ・サーペント The Serpent (2021) - シャルル・ソブラジ 役
- エクストラポレーションズ:すぐそこにある未来 Extrapolations (2023) - オマール・ハッダード、エズラ・ハッダード 役